# Harry Beckett

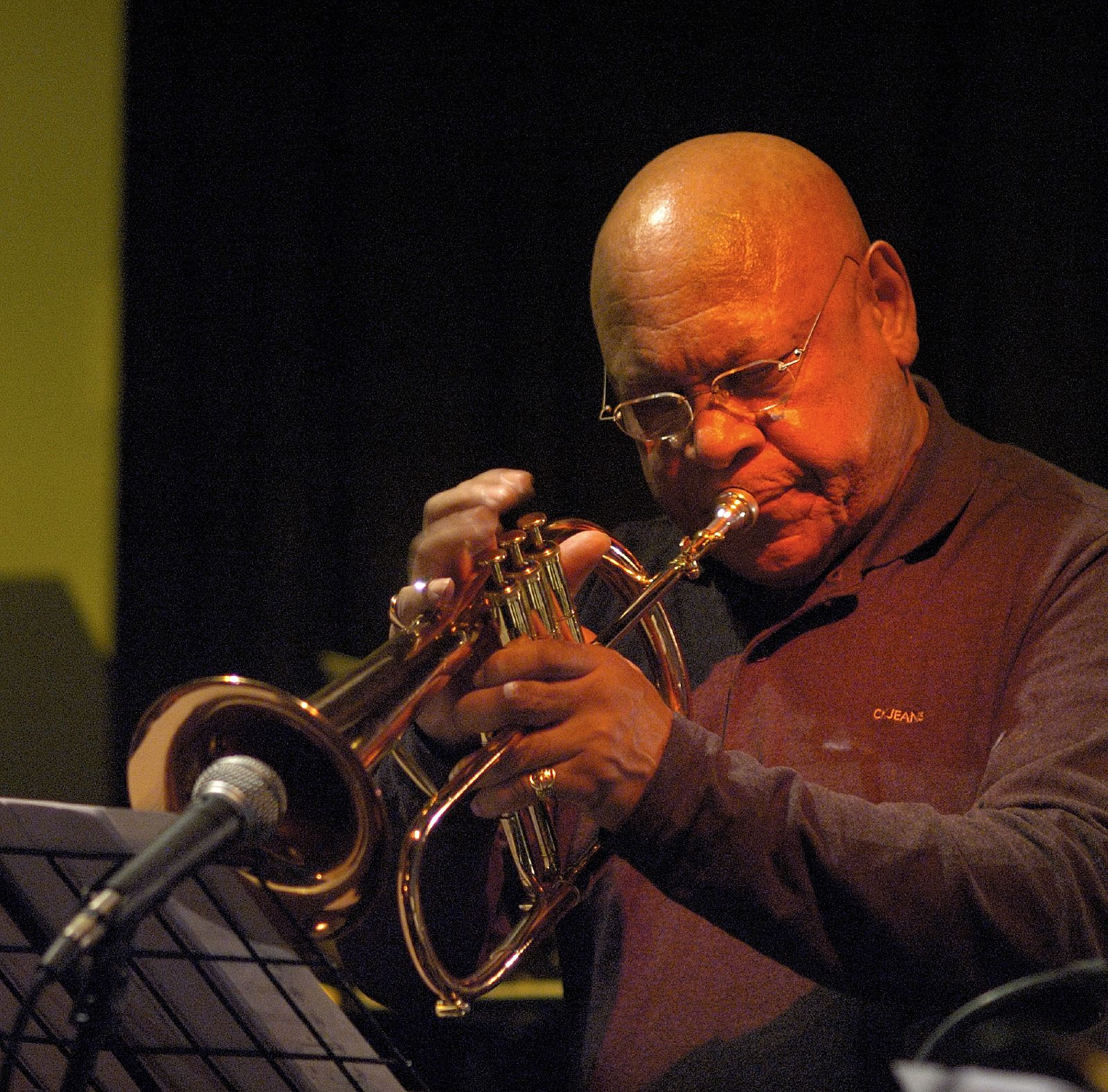
Harry Beckett (2007), Foto: Richard Kaby

Harold Winston „Harry“ Beckett (* 30. Mai 1935 in St. Michael Parish, Bridgetown, Barbados; † 22. Juli 2010 in London) war ein britischer Trompeter und Flügelhornist.

## Leben und Wirken
Nach Musikunterricht auf der karibischen Insel kam er 1954 nach Großbritannien und spielte zunächst in Nachtclubs, etwa bei den West African Rhythm Brothers von Ambrose Campbell. 1961 hatte er Gelegenheit, mit Charles Mingus zu dem Film All Night Long beizutragen. Mitte der 1960er Jahre gehörte er zu Herbie Goins and the Nightimers. Lange Jahre war er Mitglied in den Gruppen von Graham Collier sowie Stan Tracey und später dann auch von Mike Westbrook, Keith Tippett und John Surman.
Seit 1970 leitete er (teilweise gemeinsam mit Kathy Stobart) eigene Gruppen (im Regelfall zwischen Quartett und Sextett), mit denen er regelmäßig aufnahm. In den frühen 1970ern arbeitete er mit Fusion-Gitarrist Ray Russell und Ian Carrs Jazzrock-Band Nucleus, aber auch mit Chris McGregors Brotherhood of Breath (und später im Dedication Orchestra). Dann spielte er auch in Elton Deans Ninesense, bei der er Mongezi Feza ersetzte. In den 1980ern trat er regelmäßig mit Dudu Pukwanas Zila und mit Working Week auf und war über lange Jahre Mitglied von Pierre Dørges New Jungle Band (mit der er auch Alben einspielte, etwa The Jazzpar Prize, 1991). Mit dem Robert-Wyatt-Projekt Soupsongs von Annie Whitehead und dem durch Johnny Dyani begründeten Projekt Jazz gegen Apartheid trat er immer wieder in Mitteleuropa auf.
Beckett ist mit seinem lyrischen, manchmal auch sardonischen Spiel und seinem betont warmen, beseelten Trompetenton ein hervorragender Interpret von Balladen. Mit einer eigenen Art der Phrasierung, Rhythmik und Timbres ist er unverkennbar. Gleichzeitig glänzte er als phantasievoll improvisierender Solist und war darüber hinaus als Komponist tätig. Neben seiner Tätigkeit auf der Jazzszene war Beckett auch als Studiomusiker aktiv (z. B. für Jesus Christ Superstar und für die CCS-Rockbigband von Alexis Korner sowie bei Jack Bruce, Keef Hartley oder Jah Wobble). Einen Monat vor seinem tödlichen Schlaganfall trat er noch mit der Big Band Britannia und dem Guy Barker Orchestra auf.

## Preise und Auszeichnungen
1972 gewann Beckett den Jazzpoll des Melody Maker als Top-Trumpeter in Großbritannien.

## Diskographische Hinweise

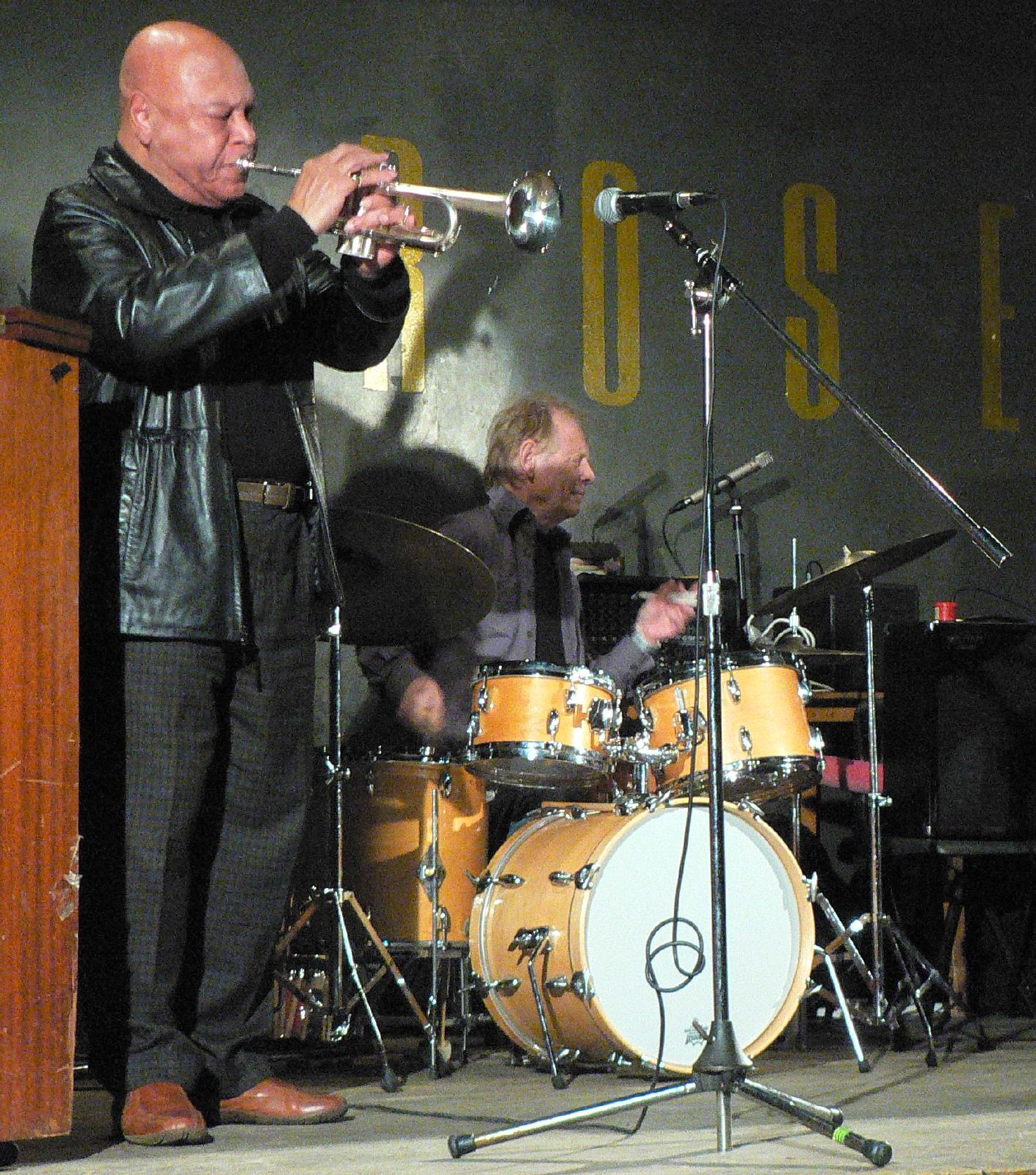
Harry Beckett mit Tony Marsh (rechts) 2007; Foto: Andy Newcombe

- Flare Up (Jazzprint, 1970) mit John Surman, Mike Osborne, Alan Skidmore
- Themes for Fega (1972, RCA/Vocalion) mit Alan Skidmore, Mike Osborne, Frank Ricotti, John Taylor, Chris Laurence, John Webb
- Joy Unlimited (1975)
- Live, Vol. 2 (West Wind, 1987) mit Chris McGregor, Courtney Pine, Clifford Jarvis
- Passion and Possesion (ITM, 1991) Duos mit Django Bates, Joachim Kühn, Keith Tippett
- All Four One (Spotlite, 1991) mit Chris Batchelor, Jon Corbett, Claude Deppa, Alastair Gavin, Fred T. Baker, Tony Marsh
- Images of Clarity (Evidence, 1992) mit Didier Levallet
- Before and After (Spotlite, 1999) mit Chris Biscoe
- The Modern Sound of Harry Beckett (On-U Sound, 2008)
- Maxine (ITM, 2010)
- Graham Collier: Down Another Road at Stockholm Jazz Days ’69 (2023)

## Lexigraphische Artikel
- Ian Carr, Digby Fairweather, Brian Priestley: Rough Guide Jazz. Der ultimative Führer zur Jazzmusik. 1700 Künstler und Bands von den Anfängen bis heute. Metzler, Stuttgart/Weimar 1999, ISBN 3-476-01584-X.
- Martin Kunzler: Jazz-Lexikon. Band 1: A–L (= rororo-Sachbuch. Bd. 16512). 2. Auflage. Rowohlt, Reinbek bei Hamburg 2004, ISBN 3-499-16512-0.